# Autobuses de Namur
La red de autobuses de Namur y Luxemburgo forma parte de la SRWT (Société Régionale de Transport de Walonie, Sociedad Regional de Transporte de Valonia) y se extiende por toda la provincia de Namur, así como por la provincia de Luxemburgo, de la que Namur es capital y núcleo principal.

## Historia
La empresa TEC Namur-Luxembourg, de Transports en Commun (TEC) se fundó en 1991, tras la federalización del estado belga, por la que desaparecían el resto de compañías, a excepción de la SNCB.
El 1 de enero de 2019, la empresa como tal desapareció, siguiendo el decreto del 28 de marzo de 2018, emitido por el Parlamento Valón. TEC Namur-Luxembourg, junto con el resto de TEC's de Valonia, fue absorbido por OTW (Opérateur de Transport de Wallonie, Operador de Transporte de Valonia). Para dividir mejor el sistema, OTW se dividió después en directions, direcciones, correspondiendo a cada TEC una direction. La direction Namur-Luxembourg conserva el nombre de TEC Namur-Luxembourg.

## La red

### Zona deNamur

#### Líneas urbanas deNamur
| Línea | Inicio                | Fin                        | Longitud | Duración | Paradas |
| ----- | --------------------- | -------------------------- | -------- | -------- | ------- |
| A     | BELGRADE Place Borlée | ERPENT Collège             | -        | -        | -       |
| 1     | JAMBES Velaine        | SAINT-MARC Place Communale | -        | 44 min   | 30      |
| 2     | JAMBES Armée          | SAINT-SERVAIS Beau-Vallon  | -        | 35 min   | 28      |
| 3     | NAMUR La Plante       | NAMUR La Citadelle         | -        | 30 min   | 35      |
| 5     | SALZINNES Hayettes    | BEEZ Place Communale       | -        | 35 min   | 36      |
| 6b    | NAMUR Gare            | MALONNE Malpas             | -        | 22 min   | 23      |
| 7     | NAMUR Gare            | BOUGE Sainte-Rita          | -        | 20 min   | 20      |
| 8R    | NAMUR Gare des bus    | ERPENT Collège de la Paix  | -        | 15 min   | 16      |
| 9     | JAMBES Armée          | FLAWINNE Quatre Seigneurs  | -        | 50 min   | 43      |
| 11    | JAMBES Petit-Ry       | NAMUR Gare                 | -        | 40 min   | 42      |
| 24    | NAMUR Gare            | DAUSSOULX Moulin           | -        | 20 min   | 20      |
| 27    | SALZINNES Balances    | VEDRIN Comognes            | -        | 25 min   | 30      |
| 33    | NAMUR Gare            | NAMUR Pied-Noir            | -        | 5 min    | 7       |
| 50    | NAMUR Gare            | BEEZ Viaduc                | -        | 15 min   | 9       |
| 51    | NAMUR Gare            | SALZINNES Namur Expo       | -        | 25 min   | 13      |
| 65    | NAMUR Gare            | JAMBES Place de Wallonie   | -        | 10 min   | 7       |
| 80    | NAMUR Gare            | JAMBES Souvenir            | -        | 50 min   | 30      |
| 89    | NAMUR Gare            | NANINNE Zoning             | -        | 30 min   | 31      |

#### Líneas urbanas deDinant
| Línea | Inicio      | Fin                        | Longitud | Duración | Paradas |
| ----- | ----------- | -------------------------- | -------- | -------- | ------- |
| 52    | DINANT Gare | DINANT Drève des Peupliers | -        | 20 min   | 1       |

#### Líneas interurbanas
| Línea | Inicio                          | Fin                           | Longitud | Duración | Paradas |
| ----- | ------------------------------- | ----------------------------- | -------- | -------- | ------- |
| 4     | NAMUR Gare                      | MONT-GODINNE CHU              | -        | -        | -       |
| 6     | NAMUR Gare                      | METTET Place                  | -        | -        | -       |
| 7     | NAMUR Gare                      | BOUGE Sainte-Rita             | -        | -        | -       |
| 10    | NAMUR Gare                      | CHÂTELINEAU SNCB              | -        | -        | -       |
| 12    | NAMUR Gare                      | HUY Gare                      | -        | -        | -       |
| 13    | ANDENNE Seilles                 | OHEY Dépôt                    | -        | -        | -       |
| 14    | GESVES Forges                   | OHEY Église                   | -        | -        | -       |
| 17    | NAMUR Gare                      | ACOSSE Église                 | -        | -        | -       |
| 18    | HUY Quai d'Arona                | FORVILLE Avenue Libération    | -        | -        | -       |
| 19    | FORVILLE Avenue Libération      | ARDENNE Pré des Dames         | -        | -        | -       |
| 20    | MORVILLE Assurance              | DINANT Gare                   | -        | -        | -       |
| 21    | NAMUR Gare                      | ERMETON-SUR-BIERT Place       | -        | -        | -       |
| 23    | NAMUR Gare                      | VELAINE-SUR-SAMBRE École      | -        | -        | -       |
| 25    | DINANT Gare                     | BEAURAING INDSC               | -        | -        | -       |
| 26    | BEAURAING Rond-point            | WELLIN Dépôt                  | -        | -        | -       |
| 28    | NAMUR Gare                      | BUZET Place                   | -        | -        | -       |
| 29    | JEMELLE Gare                    | ÉPRAVE Église                 | -        | -        | -       |
| 30    | NAMUR Gare                      | PROFONDEVILLE Beau Vallon     | -        | -        | -       |
| 31    | DINANT Gare                     | FALAËN Église                 | -        | -        | -       |
| 32    | NAMUR Gare                      | GEMBLOUX Gare                 | -        | -        | -       |
| 34    | DINANT Gare                     | PROFONDEVILLE Hôtel de Ville  | -        | -        | -       |
| 35    | ERMETON-SUR-BIERT Gare          | DINANT Gare                   | -        | -        | -       |
| 36    | TAMINES Gare                    | SPY Cité Joie                 | -        | -        | -       |
| 38    | ARDENNE Pré des Dames           | NAMÊCHE Pont                  | -        | -        | -       |
| 40    | NAMUR Gare                      | VEZIN Église                  | -        | -        | -       |
| 42    | NAMUR Boulevard du Nord         | SEILLES Gare des bus          | -        | -        | -       |
| 43    | DINANT Gare                     | CINEY Place Monseu            | -        | -        | -       |
| 45    | MENUCHENET Dépôt                | MENUCHENET Dépôt              | -        | -        | -       |
| 46    | JEMEPPE Gare Routière           | AMAY Super Delhaize           | -        | -        | -       |
| 47    | CINEY Place Monseu              | CUSTINNE Église               | -        | -        | -       |
| 48    | CINEY Place Monseu              | BONSINNE Écoles               | -        | -        | -       |
| 49    | BEAURAING Gare                  | FÉLENNE Église                | -        | -        | -       |
| 50    | NAMUR Gare                      | BEEZ Viaduc                   | -        | -        | -       |
| 56    | NAMUR Gare                      | NISMES Église                 | -        | -        | -       |
| 57    | CINEY Place Monseu              | LEIGNON École Libre           | -        | -        | -       |
| 58    | MOIGNELÉE Cimetière             | SPY Vieille Place             | -        | -        | -       |
| 59    | LA ROCHE Athénée                | LA ROCHE Athénée              | -        | -        | -       |
| 60    | CHIMAY Gare                     | COUVIN Gare                   | -        | -        | -       |
| 61    | FLORIENNES Gare d'autobus       | METTET Place                  | -        | -        | -       |
| 62    | SPA Pompea                      | CORNEMONT Village             | -        | -        | -       |
| 64    | NAMUR Gare                      | BIESME Mont                   | -        | -        | -       |
| 66    | NAMUR Gare                      | CINAY Gare d'autobus          | -        | -        | -       |
| 67    | DINANT Gare                     | DINANT Gare                   | -        | -        | -       |
| 68    | SEILLES Gare                    | SEILLES Prison                | -        | -        | -       |
| 74    | PHILIPPEVILLE Rue de la Reine   | PHILIPPEVILLE Rue de la Reine | -        | -        | -       |
| 81    | NAMUR Gare                      | HANNUT Gare                   | -        | -        | -       |
| 82    | NAMUR Gare                      | JODOIGNE Gare d'autobus       | -        | -        | -       |
| 111   | THUILLES Postes                 | WALCOURT Basilique            | -        | -        | -       |
| 126   | HUY Gare                        | CINEY SNCB                    | -        | -        | -       |
| 128   | CINEY Place Monseu              | YVOIR Gare                    | -        | -        | -       |
| 132   | WALCOURT Gare                   | PHILIPPEVILLE Rue de la Reine | -        | -        | -       |
| 136   | CHIMAY Gare                     | CERFONTAINE Place             | -        | -        | -       |
| 137   | METTET Place                    | OHEY Dépôt                    | -        | -        | -       |
| 138   | GESVES Forges                   | ACOZ Gare                     | -        | -        | -       |
| 141   | DINANT Gare                     | GRAIDE Boulangerie            | -        | -        | -       |
| 144   | JEMEPPE Gare                    | GEMBLOUX Gare                 | -        | -        | -       |
| 147   | GEMBLOUX Gare                   | FLEURUS Centre                | -        | -        | -       |
| 150   | TAMINES Gare                    | ERMETON-SUR-BIERT Place       | -        | -        | -       |
| 154   | CHIVET Gare                     | DINANT Gare                   | -        | -        | -       |
| 156   | CHIMAY Gare                     | BEAUWELZ Douane               | -        | -        | -       |
| 166   | LAVAUX-SAINTE-ANNE Église       | ROCHEFORT Gare                | -        | -        | -       |
| 237   | CHÂTELINEAU SNCB                | ACOZ Gare                     | -        | -        | -       |
| 241   | ARLON Rue des Genêts            | ARLON Route de Mersch         | -        | -        | -       |
| 247   | GEMBLOUX Gare                   | SOMBREREFFE Gare du Staing    | -        | -        | -       |
| 337   | METTET Place                    | ORET Place                    | -        | -        | -       |
| 341   | BEAURAING Rond-point            | BOURSEIGNE-VIEILLE Église     | -        | -        | -       |
| 347   | GEMBLOUX Gare                   | ONOZ Gare                     | -        | -        | -       |
| 420   | NASSOGNE Place Communale        | MARCHE Carmel                 | -        | -        | -       |
| 421   | HOUR Sacré-Cœur                 | BEAURAING Institut            | -        | -        | -       |
| 422   | GESVES Forges                   | OHEY Église                   | -        | -        | -       |
| 423   | GIMNÉE Chapelle                 | BEAURAING Atelier             | -        | -        | -       |
| 433   | NAMUR Gare                      | DINANT Gare                   | -        | -        | -       |
| 441   | VENCIMONT Centre                | GEDINNE Terminus              | -        | -        | -       |
| 451   | CHARLEROI Sud                   | NEUVILLE Église               | -        | -        | -       |
| 452   | PHILIPPEVILLE Rue de la Reine   | MATAGNE-LA-PETITE École       | -        | -        | -       |
| 453   | ROMEDENNE Gare                  | PHILIPPEVILLE Rue de la Reine | -        | -        | -       |
| 561   | PHILIPPEVILLE Rue de la Reine   | THY-LE-CHÂTEAU Gare           | -        | -        | -       |
| 562   | FLORIENNES Place de la Chapelle | YVES-GOMEZÉE Mimbercée        | -        | -        | -       |
| 821   | NAMUR Gare                      | EGHEZÉE Centre                | -        | -        | -       |
| 822   | NAMUR Gare                      | EGHEZÉE Centre                | -        | -        | -       |
| 823   | JODOIGNE Gare d'autobus         | EGHEZÉE Centre                | -        | -        | -       |
| 824   | JANDRAIN Église                 | EGHEZÉE Lycée Secondaire      | -        | -        | -       |
| 825   | MEUX Six-chemins                | EGHEZÉE Lycée Secondaire      | -        | -        | -       |
| 826   | MARCHOVELETTE Maison            | EGHEZÉE Lycée Secondaire      | -        | -        | -       |

### Zona deLuxemburgo

#### Líneas urbanas deArlon
| Línea | Inicio           | Fin                     | Longitud | Duración | Paradas |
| ----- | ---------------- | ----------------------- | -------- | -------- | ------- |
| 25    | ARLON Hydrion    | ARLON Callemeyn         | -        | 30 min   | 20      |
| 26N   | ARLON Clinique   | ARLON Clinique          | -        | 20 min   | 19      |
| 26S   | ARLON Galgenberg | ARLON Clinique          | -        | 35 min   | 15      |
| 34    | ARLON Clinique   | WALTZING École Primaire | -        | 55 min   | 34      |

#### Líneas interurbanas
| Línea | Inicio                        | Fin                           | Longitud | Duración | Paradas |
| ----- | ----------------------------- | ----------------------------- | -------- | -------- | ------- |
| 1     | SAINTE-ODE Clinique           | BASTOGNE Clinique             | -        | -        | -       |
| 2     | BASTOGNE Pepinière            | FAUVILLIERS Place             | -        | -        | -       |
| 3     | ARLON Gare                    | MARTELANGE Police             | -        | -        | -       |
| 4     | RAMON Route de Champlon       | LIBRAMONT Gare                | -        | -        | -       |
| 5     | POIX Gare                     | SAINT-HUBERT Place Libération | -        | -        | -       |
| 6     | POIX Gare                     | CARLSBOURG Institut           | -        | -        | -       |
| 7     | BAGIMONT Centre               | BOUILLON Pont Germauchamps    | -        | -        | -       |
| 8     | LIBRAMONT Clinique            | BOUILLON Pont Germauchamps    | -        | -        | -       |
| 9     | BEAURAING Gare                | BOHAN Église                  | -        | -        | -       |
| 10    | MANHAY Dépôt                  | REMOUCHAMPS Pont de Sougné    | -        | -        | -       |
| 11    | MANHAY Dépôt                  | MELREUX Gare                  | -        | -        | -       |
| 12    | HOTTON École de l'État        | DEULIN Camping                | -        | -        | -       |
| 13    | MELREUX Gare                  | LA ROCHE Quai du Gravier      | -        | -        | -       |
| 14    | RENCHEUX École                | MANHAY Église                 | -        | -        | -       |
| 15    | MARLOIE Gare                  | LA ROCHE Quai du Gravier      | -        | -        | -       |
| 16    | VIRTON Gare                   | ARLON Rue des Genêts          | -        | -        | -       |
| 17    | HOUFALIZE Dépôt               | BASTOGNE Gare du Sud          | -        | -        | -       |
| 18    | MONTLEBAN Église              | BASTOGNE Gare du Sud          | -        | -        | -       |
| 19    | FORVILLE Avenue Libération    | ARDENNE Pré des Dames         | -        | -        | -       |
| 20    | CHÂTILLON Cercle Saint-Pierre | ARLON Rue des Genêts          | -        | -        | -       |
| 22    | MARBEHAN Gare                 | ARLON Rue des Genêts          | -        | -        | -       |
| 23    | NEUFCHÂTEAU Saint-Roch        | FLORENVILLE Place du Miroir   | -        | -        | -       |
| 24    | VIRTON Pierrard               | FLORENVILLE Gare              | -        | -        | -       |
| 27    | MARBEHAN École Communale      | LIBRAMONT Gare                | -        | -        | -       |
| 28    | MARBEHAN Gare                 | ARLON Gare                    | -        | -        | -       |
| 36    | FLORENVILLE Gare              | FLORENVILLE Gare              | -        | -        | -       |
| 37    | FLORENVILLE Gare              | FONTENOILLE Monument          | -        | -        | -       |
| 38    | VIRTON Arcades                | VIRTON Arcades                | -        | -        | -       |
| 40    | BOUILLON École Communale      | BERTRIX Gare                  | -        | -        | -       |
| 42    | SIX-PLANES Église             | MENUCHENET Dépôt              | -        | -        | -       |
| 44    | BIÈVRE École                  | MENUCHENET Dépôt              | -        | -        | -       |
| 45    | MENUCHENET Dépôt              | MENUCHENET Dépôt              | -        | -        | -       |
| 49    | FELENNE Église                | BEAURAING Gare                | -        | -        | -       |
| 51    | LIBRAMONT Clinique            | AMBERLOUP Terrain             | -        | -        | -       |
| 53    | SAINT-HUBERT Place Libération | AMBERLOUP Terrain             | -        | -        | -       |
| 54    | VIRTON Athénée                | HABAY Gare                    | -        | -        | -       |
| 55    | CHÊNE-AL-PIERRE Église        | LA ROCHE Athénée              | -        | -        | -       |
| 56    | NEUFCHÂTEAU Athénée           | ARLON Gare                    | -        | -        | -       |
| 59    | PESCHE Couvent                | CHIMAY Gare                   | -        | -        | -       |
| 60    | SAINT-HUBERT Place Libération | MARTELANGE Dépôt              | -        | -        | -       |
| 61    | REDU Rue Saint-Hubert         | LIBRAMONT Gare                | -        | -        | -       |
| 63    | ROCHEFORT Gare                | ROCHEFORT Préhyr              | -        | -        | -       |
| 72    | MANHAY Dépôt                  | REMOUCHAMPS Pont de Sougné    | -        | -        | -       |
| 73    | MANHAY Dépôt                  | MELREUX Gare                  | -        | -        | -       |
| 80    | ARLON Gare                    | BASTOGNE Gare du Sud          | -        | -        | -       |
| 81    | SAINT-VINCENT Église          | LUXEMBOURG Cloche d'Or        | -        | -        | -       |
| 83    | VIRTON Delhaize               | LUXEMBOURG Bouillon           | -        | -        | -       |
| 84    | MARBEHAN Gare                 | LUXEMBOURG Cloche d'Or        | -        | -        | -       |
| 88    | BASTOGNE Gare du Sud          | NAMUR Gare                    | -        | -        | -       |
| 89    | BASTOGNE Gare du Sud          | VIELSAM Église                | -        | -        | -       |
| 98    | HARGIMONT Jemeppe             | CLAVIER Scierie               | -        | -        | -       |
| 162   | MARCHE ISL                    | MARLOIE Gare                  | -        | -        | -       |
| 163   | LIBRAMONT Gare                | BASTOGNE Clinique             | -        | -        | -       |
| 165   | VIRTON Gare                   | FLORENVILLE Gare              | -        | -        | -       |
| 166   | ROCHEFORT Gare                | CIERGNON Village              | -        | -        | -       |
| 411   | LONGLIER Gare                 | BERTRIX Grande Place          | -        | -        | -       |
| 413   | NEUFCHÂTEAU Saint-Roch        | BASTOGNE Clinique             | -        | -        | -       |
| 424   | ROCHEFORT Cimetière           | AYE Gare                      | -        | -        | -       |
| 1011  | LIÈGE Opéra                   | ATHUS Gare                    | -        | -        | -       |